# روکو-فولبه
روکو-فولبه شهری در شهرستان روکو در استان بام در بورکینافاسوی شمالی است و جمعیت آن ۵۸۷ نفر است.